# Idaea microphysa
Idaea microphysa là một loài bướm đêm trong họ Geometridae.